# میوند، افغانستان
مَیوند (به لاتین: Maiwand) روستایی در افغانستان است که در ولایت قندهار واقع شده‌است. این روستا در ۵۰ مایلی شمال غربی قندهار، در جاده اصلی قندهار - لشکرگاه واقع شده است. این منطقه از طریق هلمند و دره ارغنداب آبیاری می شود. میوند زادگاه قدیس صوفی قرن سیزدهم لعل شهباز قلندر است. این روستا به خاطر نبرد میوند که در ۲۷ جولای ۱۸۸۰ در جریان جنگ دوم انگلیس و افغانستان رخ داد، قابل توجه است. ایوب خان به همراه ملالی اناء یک تیپ بریتانیایی به فرماندهی ژنرال باروز را شکست دادند. انگلیسی ها این نبرد را با مجسمه شیر میوند را در باغ فوربوری در انگلستان گرامی داشتند.ساکنین این روستا بیشتر از طوایف پشتون درانی الکوزایی و نورزایی هستند